# 田舎郡
田舎郡（いなかぐん、いなかのこおり）は、青森県の津軽平野の黒石市・南津軽郡尾上町（現平川市）・田舎館村付近に存在した郡である。

## 沿革
かつて奥六郡の北には郡は置かれなかったが、延久蝦夷合戦の結果、糠部郡、鹿角郡、比内郡、平賀郡、鼻和郡、田舎郡が建郡された。
建郡の時期は文献がないため不明だが、清原真衡の時代という説と藤原清衡の時代（奥州藤原氏）という説がある。
田舎郡は、かつての陸奥国の青森湾、津軽平野などにかけた広い地域に位置し、建武元年（1334年）8月21日の工藤貞行譲状にあるのが初見である。
南北朝期には、田舎郡の一部である津軽平野東部に山辺郡が一時的に建てられ、津軽四郡とも呼ばれた。
江戸時代前期の寛文4年（1664年）の朱印改めに際し、田舎郡・鼻和郡・平賀郡の津軽三郡はそれぞれ「田舎庄」・「鼻和庄」・「平賀庄」と改称し、郡名は消滅して津軽郡となった。